# Ferrovia Gyeongui

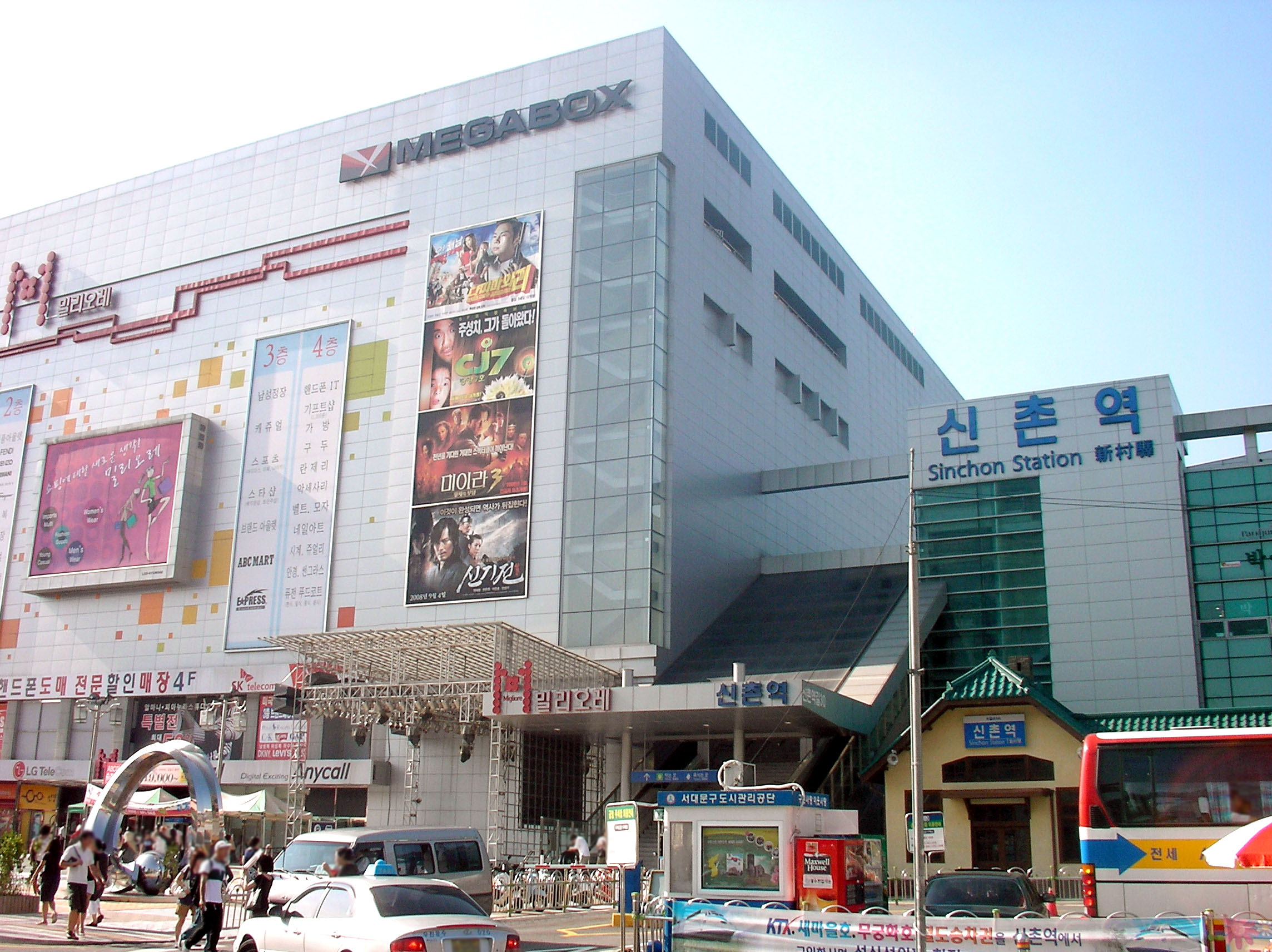
Vista della Stazione di Sinchon

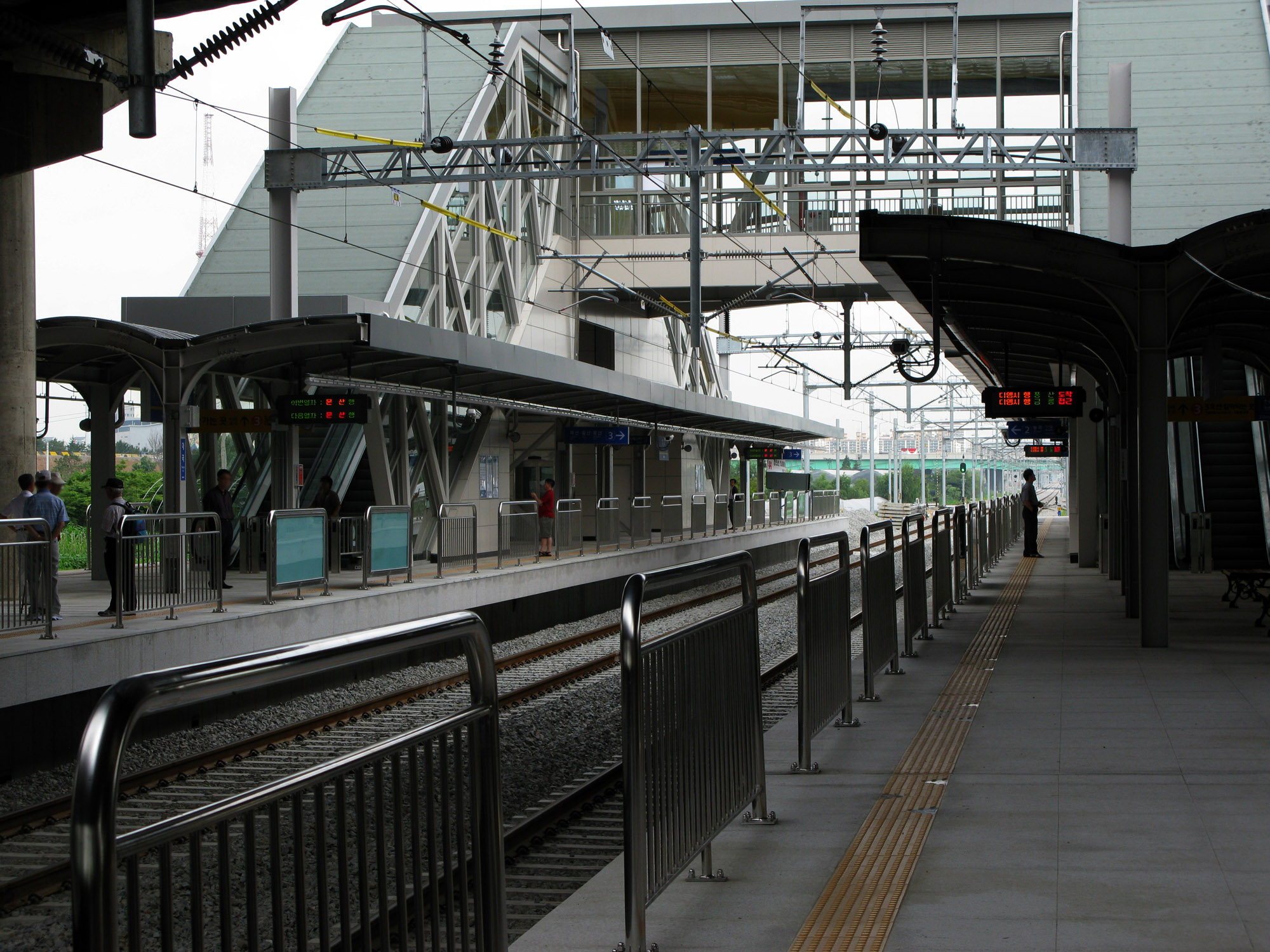
La stazione di Daegok

La ferrovia Gyeongui (경의선?, 京義線?, Gyeongui-seonLR) è una ferrovia suburbana che collega Seul a Munsan, al confine con la Corea del Nord. Nella tratta Seul-Munsan e Gongdeok-Munsan è attivo un servizio metropolitano ad alta frequenza che serve i quartieri nord-occidentali di Seul e la città di Goyang. Se le due Coree fossero ancora unite, ora i treni della Corea del Sud potrebbero teoricamente raggiungere anche l'Europa. Il nome della linea deriva da Gyeong, che indica la capitale Seul e ui, che indica la città di Sinŭiju alla quale era collegata, ora in Corea del Nord.

## Storia
La linea Gyeongui fu un progetto dell'Impero Coreano di fine XIX secolo. Tuttavia per problemi finanziari i lavori non iniziarono fino alla dominazione giapponese, che completò la linea, unendola all'altezza di Seul alla linea Gyeongbu permettendo così di collegare verticalmente tutta la penisola coreana. La linea fu molto importante anche strategicamente durante il conflitto russo-giapponese.

### La linea e la divisione fra le due Coree
Dopo la divisione delle due Coree, anche il traffico della linea è stato interrotto, e i treni da Seul potevano spingersi fino a Munsan, dove si trova l'attuale capolinea. 
La linea in Corea del Nord, ora chiamata linea Pyǒngbu è stata totalmente elettrificata, anche se è per la maggior parte a binario unico. 
Nell'anno 2000, col proposito di riunificazione, la linea lungo il confine è stata riunita, ed è stata costruita la nuova stazione di Dorasan, vicinissima alla zona demilitarizzata. Saltuariamente viene utilizzata per gli spostamenti delle delegazioni dei due paesi.

### Potenziamento della linea
Nel 1999 sono iniziati i lavori di potenziamento della linea in Corea del Sud per rendere la linea un corridoio ad alta capacità per i numerosi pendolari afferenti a Seul. 
Il 1º luglio 2009 è stata terminata l'opera di elettrificazione e raddoppio del tratto di 28,6 km fra la stazione di Digital Media City a Munsan, e per il 2012 si prevede di aprire l'ultima parte, ora in costruzione fra la stazione di Gajwa e la stazione di Yongsan. Il tracciato non più utilizzato della linea sarà riconvertito a parco.

## Servizi

### Servizio metropolitano di Seul
La linea Gyeongui è diventata a tutti gli effetti parte integrante della metropolitana di Seul a partire dal 1º luglio 2009, quando è stata aperta la tratta fra Munsan e Digital Media City (DMC). Il 97% della linea scorre in superficie, e fuori dalla capitale scorre in mezzo a risaie, coltivazioni e foreste, senza addentrarsi in centri urbani di particolare entità, ad eccezione della città di Goyang, che supera il milione di abitanti.
La sezione fra DMC e la stazione di Seul in realtà è un ramo poco sfruttato, in quanto solo un paio di treni all'ora continuano fino a questo capolinea. Il 18 dicembre 2012 è stata aperta un'estensione fino alla stazione di Gongdeok che permette un maggior numero di interscambi con altre linee.
Quando attorno al 2014 sarà anche completato il tratto fra Gongdeok e la stazione di Yongsan, la linea potrà presumibilmente unirsi alla Linea Jungang formando a tutti gli effetti una lunghissima metropolitana (che potrebbe assumere il nome di linea 10).

## Stazioni

### Servizio metropolitano di Seul
| Numero Stazione | Nome stazione      | Coreano Hangŭl     | Coreano Hanja      | Interscambi                                                           | Distanza in km | Distanza totale |  |  |  |
|                 |                    |                    |                    |                                                                       |                |                 |  |  |  |
| K310            | Yongsan (2014)     | 용산역             | 龍山驛             | ● Linea 1 ■ Linea Jungang ■ Linea KTX Honam ■ Linea Sinbundang (2018) | ---            | 0.0             |  |  |  |
| K311            | Hyochang (2014)    | 효창역             | 孝昌驛             |                                                                       | 1.0            | 1.0             |  |  |  |
| K312            | Gongdeok           | 공덕역             | 孔德驛             | ● Linea 5 ● Linea 6 ■ Linea AREX                                      | 0.8            | 1.8             |  |  |  |
| K313            | Seogangdae         | 서강대역           | 西江大驛           |                                                                       | 2.5            | 4.3             |  |  |  |
| K314            | Hongdae-ipgu       | 홍대입구역         | 弘大入口驛         | ● Linea 2 ■Linea AREX                                                 | 1.5            | 5.8             |  |  |  |
| K315            | Gajwa              | 가좌역             | 加佐驛             |                                                                       | 2.4            | 8.2             |  |  |  |
| K316            | Digital Media City | 디지털미디어시티역 | 디지털미디어시티驛 | ● Linea 6 ■Linea AREX                                                 | 1.7            | 9.9             |  |  |  |
| K317            | Susaek             | 수색역             | 水色驛             |                                                                       | 0.6            | 10.5            |  |  |  |
| K318            | Hwajeon            | 화전역             | 花田驛             |                                                                       | 3.4            | 13.9            |  |  |  |
| K319            | Gangmae            | 강매역             | 江梅驛             |                                                                       | 2.4            | 16.3            |  |  |  |
| K320            | Haengsin           | 행신역             | 幸信驛             | ■ Linea KTX Gyeongbu                                                  | 0.5            | 16.8            |  |  |  |
| K321            | Neunggok           | 능곡역             | 陵谷驛             |                                                                       | 1.5            | 19.2            |  |  |  |
| K322            | Daegok             | 대곡역             | 大谷驛             | ● Linea 3                                                             | 1.8            | 21.0            |  |  |  |
| K323            | Goksan             | 곡산역             | 谷山驛             |                                                                       | 1.7            | 22.7            |  |  |  |
| K323            | Baengma            | 백마역             | 白馬驛             |                                                                       | 1.9            | 24.6            |  |  |  |
| K324            | Pungsan            | 풍산역             | 楓山驛             |                                                                       | 1.7            | 26.3            |  |  |  |
| K325            | Ilsan              | 일산역             | 一山驛             |                                                                       | 1.9            | 28.2            |  |  |  |
| K326            | Tanhyeon           | 탄현역             | 炭峴驛             |                                                                       | 1.7            | 29.9            |  |  |  |
| K327            | In progetto        | -                  | -                  |                                                                       | ND             | ND              |  |  |  |
| K328            | Unjeong            | 운정역             | 雲井驛             |                                                                       | 3.6            | 33.5            |  |  |  |
| K329            | Geumneung          | 금릉역             | 金陵驛             |                                                                       | 3.1            | 36.6            |  |  |  |
| K330            | Geumchon           | 금촌역             | 金村驛             |                                                                       | 2.1            | 37.7            |  |  |  |
| K331            | In progetto        | -                  | -                  |                                                                       | ND             | ND              |  |  |  |
| K332            | Wollong            | 월롱역             | 月籠驛             |                                                                       | 4.1            | 42.4            |  |  |  |
| K333            | Paju               | 파주역             | 坡州驛             |                                                                       | 2.2            | 45.1            |  |  |  |
| K334            | Munsan             | 문산역             | 汶山驛             |                                                                       | 4.4            | 49.5            |  |  |  |

| Numero Stazione | Nome stazione | Nome coreano Hangŭl | Nome coreano Hanja | Interscambi                    | Distanza in km | Distanza totale |  |  |  |
|                 |               |                     |                    |                                |                |                 |  |  |  |
| P313            | Seul          | 서울역              | 서울驛             | Linea 1 Linea 4 Linea AREX KTX | ---            | 0.0             |  |  |  |
| P314            | Sinchon       | 신촌역              | 新村驛             |                                | 3.1            | 3.1             |  |  |  |
| K315            | Gajwa         | 가좌역              | 加佐驛             |                                | 2.7            | 5.8             |  |  |  |

#### Sezione Munsan - Dorasan
La sezione di circa 10 km fra Munsan e Dorasan non è servita dai treni metropolitani, e non è elettrificata. Quasi tutti i treni terminano a Munsan, dove è possibile proseguire alla volta di Seul o Gongdeok con il servizio metropolitano. Il 28 marzo 2020 è stata elettrificata la tratta Munsan-Imjingang.
| Stazione  | Stazione | Stazione | Distanza interst. | Distanza totale | Collegamenti                                          | Posizione        |
| Alfabeto  | Hangeul  | Hanja    | Distanza interst. | Distanza totale | Collegamenti                                          | Posizione        |
| --------- | -------- | -------- | ----------------- | --------------- | ----------------------------------------------------- | ---------------- |
| Munsan    | 문산     | 汶山     | 4.4               | 46.3            | ■ Linea Gyeongui (servizio metropolitano) (K335)      | Paju Gyeonggi-do |
| Uncheon   | 운천     | 雲泉     | 3.7               | 50.0            |                                                       | Paju Gyeonggi-do |
| Imjingang | 임진강   | 臨津江   | 2.3               | 52.3            |                                                       | Paju Gyeonggi-do |
| Dorasan   | 도라산   | 都羅山   | 3.8               | 56.1            | Ferrovie di stato della Corea del Nord: Linea Pyǒngbu | Paju Gyeonggi-do |

### Servizi KTX
Sulla linea circolano anche alcuni treni KTX per arrivare al deposito di Haengsin. Alcuni treni offrono comunque servizi passeggeri anche fino a questa stazione.

## Percorso
| Unknown route-map component "CONTg@G" | Unknown route-map component "CONTg@G" |  |

| Unknown route-map component "tSTRa" | Straight track | Unknown route-map component "tSTR+l" |

| Unknown route-map component "tBHF" | Station on track | Unknown route-map component "tKBHFe" |

| Unknown route-map component "tSTRr" | Straight track |  |

| Unknown route-map component "eHST" |

| Underbridge |

| Unknown route-map component "eHST" |

| Station on track |

|  | Unknown route-map component "eABZgl" | Unknown route-map component "exCONTfq" |

| Unknown route-map component "KRW+l" | Unknown route-map component "KRWr" + Unknown route-map component "STRc2" | Unknown route-map component "tSTR3+l" |

| Straight track | Unknown route-map component "tSTR+1u" | Unknown route-map component "tSTR+l" |

| Underbridge | Unknown route-map component "tSTR" | Unknown route-map component "tSTR" |

| Unknown route-map component "hKRZWae" | Unknown route-map component "tKRZW" | Unknown route-map component "tKRZW" |

| Station on track | Unknown route-map component "tBHF" | Unknown route-map component "tSTR" |

| Straight track | Unknown route-map component "tSTRe" | Unknown route-map component "tSTR" |

| Unknown route-map component "KRWgl+l" | Unknown route-map component "KRWgr+r" | Unknown route-map component "tSTR" |

| Unknown route-map component "hKRZWae" | Unknown route-map component "hKRZWae" | Unknown route-map component "tKRZW" |

| Unknown route-map component "STRo(r)" | Unknown route-map component "STRo(l)" | Unknown route-map component "tSTR" |

| Stop on track | Straight track | Unknown route-map component "tBHF" |

| Station on track | Straight track | Unknown route-map component "tSTR" |

| Unknown route-map component "eBHF" | Straight track | Unknown route-map component "tSTR" |

| Straight track | Non-passenger end station | Unknown route-map component "tSTR" |

| Unknown route-map component "KRWl" | Unknown route-map component "KRW+r" | Unknown route-map component "tSTRe" |

|  | Straight track | Unknown route-map component "CONTl+g" |

| Station on track |

| Unknown route-map component "hKRZWae" |

| Stop on track |

| Stop on track |

|  | Unknown route-map component "KRWgl" | Unknown route-map component "KRW+r" |

|  | Straight track | Non-passenger end station |

| Station on track |

| Unknown route-map component "STRc2" | Unknown route-map component "ABZ23" | Unknown route-map component "STRc3" |

| Unknown route-map component "STR+1" | Unknown route-map component "STRc14" | Unknown route-map component "STR+4" |

| Unknown route-map component "KRZh" | Unknown route-map component "hXBHF-Rq" | Unknown route-map component "KRZh" |

| Unknown route-map component "eHST" | Unknown route-map component "XPLTl" | Unknown route-map component "XBHF-R" |

| Unknown route-map component "CONTr+g" | Unknown route-map component "STRc2" | Unknown route-map component "STR3" |

|  | Unknown route-map component "STR+1" | Unknown route-map component "STRc4" |

| Unknown route-map component "SKRZ-Au" |

| Stop on track |

| Station on track |

| Stop on track |

| Station on track |

| Stop on track |

| Stop on track |

| Stop on track |

| Unknown route-map component "hKRZWae" |

| Stop on track |

| Station on track |

| Underbridge |

| Stop on track |

| Unknown route-map component "hKRZWae" |

| Unknown route-map component "hKRZWae" |

| Stop on track |

| Underbridge |

|  | Straight track | Non-passenger head station |

|  | Unknown route-map component "KRWg+l" | Unknown route-map component "KRWr" |

| Station on track |

| Unknown route-map component "STRo" |

| Enter and exit tunnel |

| Stop on track |

| Underbridge |

| Stop on track |

| Unknown route-map component "hKRZWae" |

| Station on track |

| Unknown route-map component "eBHF" |

| Restricted border on track |

| Stop on track |

| Continuation forward |